# Annandaliella ernakulamensis
Annandaliella ernakulamensis là một loài nhện trong họ Theraphosidae.
Loài này thuộc chi Annandaliella. Annandaliella ernakulamensis được miêu tả năm 2008 bởi Jose & Sebastian.